# 法国司法部
法国司法部（法語：Ministère de la Justice），法国政府内阁的主要部门之一。法國司法部也負責監督法屬圭亞那，法屬波利尼西亞，瓜德羅普，澤西島，馬提尼克島，馬約特島，新喀裡多尼亞，留尼汪，聖巴瑟米，聖馬丁，聖皮埃爾和密克隆以及瓦利斯和富圖納群島的司法工作。法国司法部总部位于芳登廣場13號布爾瓦萊館。现任司法部长为埃里克·杜邦-莫雷蒂，2020年7月6日上任。

## 機構設置
法國司法部分為以下幾個部門：
- 秘書處
- 監察長辦公室
- 法院管理處
- 民事司法辦公室
- 檢察院
- 監獄管理局
- 少年司法辦公室
- 會計和預算局